# Дербент (станция)
Дербе́нт — участковая железнодорожная станция Махачкалинского региона Северо-Кавказской железной дороги, находящаяся в городе Дербенте Республики Дагестан России. Самая южная станция стыкования постоянного и переменного тока на сети РЖД (25 кВ переменного тока – на Махачкалу, 3 кВ постоянного тока – на Баку).

## Описание
На станции производится смена электровозов у поездов, идущих в/из Азербайджана, происходит российский пограничный и таможенный контроль пассажиров данных поездов.
Здание железнодорожного вокзала в Дербенте построено в самом начале XX века при прокладке Петровско-Бакинской ветви Владикавказской железной дороги. Фасад выполнен в русском стиле.
На территории вокзала имеется «Музей истории железной дороги на вокзале Дербента».
| Пригородное сообщение по станции | Пригородное сообщение по станции | Пригородное сообщение по станции | Пригородное сообщение по станции |
| № поезда                         | Маршрут движения                 | № поезда                         | Маршрут движения                 |
| -------------------------------- | -------------------------------- | -------------------------------- | -------------------------------- |
| Пригородный                      | Дербент — Граница 2454 км        | Пригородный                      | Граница 2454 км — Дербент        |
| Пригородный                      | Махачкала — Дербент              | Пригородный                      | Дербент — Махачкала              |

## Дальнее следование по станции
| Круглогодичное обращение поездов | Круглогодичное обращение поездов | Круглогодичное обращение поездов | Круглогодичное обращение поездов |
| № поезда                         | Маршрут движения                 | № поезда                         | Маршрут движения                 |
| -------------------------------- | -------------------------------- | -------------------------------- | -------------------------------- |
| 55                               | Баку — Москва                    | 56                               | Москва — Баку                    |
| 369                              | Баку — Киев                      | 370                              | Киев — Баку                      |
| 391                              | Баку — Ростов-на-Дону            | 392                              | Ростов-на-Дону — Баку            |